# GQ Lupi b
GQ Lupi b è un pianeta extrasolare gigante o, più probabilmente, nana bruna che orbita intorno alla stella GQ Lupi. Venne scoperto da Neuhäuser e altri il 25 giugno 2004. GQ Lupi b è di tipo spettrale compreso tra M6 e L0, il che corrisponde una temperatura superficiale di 2650 kelvin. Dista mediamente 100 UA dalla stella e orbita intorno ad essa impiegando 1200 anni.
Non è certo il valore della sua massa, i modelli evolutivi la stimano mediamente di 20 masse gioviane ma con tolleranze che vanno da 1 fino a 40 MJ, modelli che però potrebbero non essere validi per giovani stelle come GQ Lupi. Non è quindi chiaro se GQ Lupi b sia in realtà un pianeta o una nana bruna.